# Censored Eleven

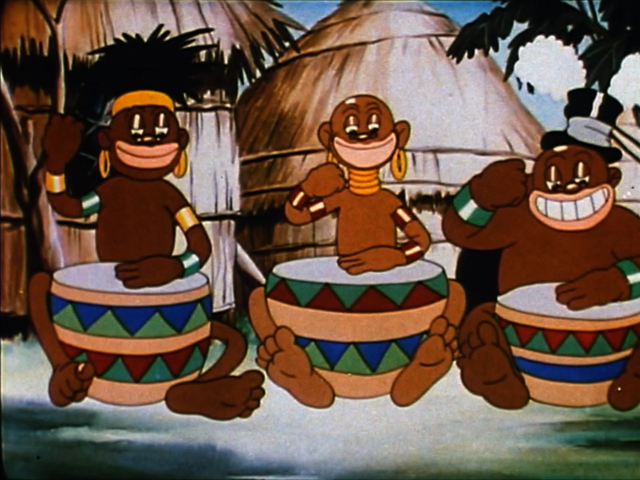
Secuencia de Jungle Jitters. Actualmente el cortometraje está en dominio público.

The Censored Eleven (en español, Los once censurados) es un grupo de cortometrajes producidos de Looney Tunes y Merrie Melodies cuya distribución fue retenida por United Artists en 1968. UA es dueño de los derechos para su distribución de la librería de Associated Artists Productions que obtuvo en esta época. Se decidió quitar estos once cortos de la transmisión por hacer referencia a la raza negra y por considerarse ofensivos para la audiencia contemporánea. La censura fue iniciada por la UA y los sucesivos dueños del catálogo de los Looney Tunes. Estos cortos no se transmiten oficialmente en televisión desde mediados de la década de 1960.

## Controversia
Muchos cortos de décadas pasadas son editados de forma rutinaria para la televisión internacional, así como algunos vídeos y colecciones en DVD. Usualmente, la única censura considerada como necesaria es la eliminación de chistes racistas, en lugar de editar aquellos chistes que contengan violencia gráfica o escenas donde el personaje incite a imitar conductas consideradas inapropiadas (como el consumo de tabaco, alcohol, píldoras, utilización de químicos peligrosos, manipulación inapropiada de pirotecnia o abuso animal). Un chiste clásico y más prominente en los dibujos animados suele ocurrir en la serie Tom y Jerry, de la MGM, referido a la transformación del personaje en una caricatura de raza negra (en inglés: Blackface) después de una explosión cerca de la cara. Solo se requieren pequeños cortes del material que sea inapropiado para que la animación sea aceptable para los televidentes.
En el caso de los Censored Eleven, el tema del racismo es tan esencial y complejo que sus respectivos dueños creen que no hay manera de editarlos y no son aceptables para su distribución.
Historiadores de animación y estudiantes de cine tratan de defender dos cortos dirigidos por Bob Clampett: Coal Black and de Sebben Dwarfs y Tin Pan Alley Cats. El primero, una parodia basada en el clásico de Walt Disney Snow White and the Seven Dwarfs (Blancanieves y los Siete Enanitos) completamente realizada con música de jazz, es frecuentemente incluido en la lista de los "mejores" dibujos animados de la historia; mientras que el segundo es una re-interpretación del clásico de Clampett de 1938 Porky in Wackyland, también en versión jazz. En el grupo de noticias de Usenet rec.arts.animation el escritor y autor Michelle Klein-Hass escribió el siguiente mensaje:
"... Some even look at Clampett's Jazz cartoons and cry racism when Clampett was incredibly ahead of his time and was a friend to many of the greats of the LA jazz scene. All of the faces you see in Tin Pan Alley Cats and Coal Black and de Sebben Dwarfs are caricatures of real musicians he hung out with at the Central Avenue jazz and blues clubs of the '40s. He insisted that some of these musicians be in on the recording of the soundtracks for these two cartoons". -- mensaje publicado el 24 de febrero de 2002
(Traducción literal)
"... Algunos miran a los dibujos de Jazz de Clampett y le tachan de racista cuando realmente Clampett era un adelantado a su tiempo y era amigo de muchos de los mejores músicos de la escena del jazz de Los Ángeles. Todas las caras que se ven en 'Tin Pan Alley Cats' y 'Coal Black and de Sebben Dwarfs' son caricaturas de músicos reales con los que pasaba el tiempo en los clubs de blues y jazz de la Avenida Central en los años 1940. Él remarcó que algunos de esos músicos incluso participaron en la grabación de la banda sonora de ambos dibujos".
Cuando en 1986 se obtuvieron todos los derechos de los cortos de la Warner Bros realizados antes de 1948, Ted Turner decidió que era mejor que no se distribuyese o transmitiese ninguno de los dibujos animados del Censored Eleven.
Desde que Time Warner compró Turner Broadcasting, su política es largamente respetada, pero muestra signos de debilitarse. Un total de doce cortos de Bugs Bunny no fueron transmitidos en su maratón "June Bugs" en 2001 en Estados Unidos, pero en 2003 Warner Bros. comenzó a realizar su colección en DVD de los cortos clásicos de los Looney Tunes llamados "The Golden Collection" ("All Stars" en Latinoamérica). Uno de estos cortos (Frigid Hare, el cual fue censurado por mostrar un esquimal de manera estereotipada intentando matar un bebé pingüino) fue mostrado completo y censurado (el corto fue transmitido en Cartoon Network como un homenaje a Chuck Jones quien había muerto poco antes, en febrero de 2002) pero igualmente hubo unos cortes, excepto durante el programa titulado "The Chuck Jones Show". Ya en 2003, Cartoon Network realizó un documental de animación titulado "ToonHeads", un especial de una hora dedicado a los cortos de la Segunda Guerra Mundial y dos cortos de Bugs Bunny (Herr Meets Hare fue retransmitido íntegro, Bugs Bunny Nips the Nips se muestra solamente en fragmentos por tratarse de manera grotesca estereotipos japoneses de la época).
En contra de los esfuerzos de UA, Turner, Time Warner y varios de los cortos del Censored Eleven están disponibles en videos piratas. Jungle Jitters y All This and Rabbit Stew actualmente son de dominio público y frecuentemente se encuentran en video o en búsquedas en Internet.
Aunque ninguno de los cortos incluidos en los discos son parte de los Censored Eleven, muchos de los dibujos animados que se incluyeron fueron sistemáticamente censurados en la televisión, pero se incluyeron en DVD. Además, cada DVD de Looney Tunes Golden Collection: Volumen 3 se abre con un prólogo de Whoopi Goldberg, en la que advierte a la audiencia que algunos de estos cortos, si bien representan comportamientos que no han sido ni son aceptables - "las caricaturas que los representan son un elemento vital de la historia y no deben ser olvidadas". The Looney Tunes Golden Collection Volumen 4 incluye una cláusula de exención de responsabilidad similar escrita en una tarjeta de oro que explica brevemente que, si bien las caricaturas son consideradas ofensivas por lo que representan, no van a ser censuradas porque eliminar las representaciones racistas, y con ello negar que el racismo de la época nunca sucedió, es peor que mostrarlas tal cual son en realidad. 
Varios dibujos animados han sido retirados de la circulación desde que esta lista se creó (pero no se añaden a la lista de los Censored Eleven, aunque la mayoría de las caricaturas censuradas contienen amplios chistes Blackface y / o estereotipos negros), como el personaje de cara negra llamado Bosko, creado por Hugh Harman, y Rudolph Ising, Inki y la serie de dibujos animados de Chuck Jones, así como numerosos dibujos animados de la era de la Segunda Guerra Mundial relativa a los dibujos animados japoneses, como Bugs Bunny Nips the Nips. Dos dibujos animados dirigidos por Tex Avery durante su paso por MGM a menudo son incluidos en esa lista: Uncle Tom's Bungalow (1947)  y Half-Pint Pygmy (1948) , aunque no sean dibujos animados de la Warner Bros.

## Lista de losCensored Eleven
Los cortos del Censored Eleven son:
- 1: Hittin' the Trail for Hallelujah Land (1931, dirigido por Rudolph Ising)
- 2: Sunday Go to Meetin' Time (1936, dirigido por Friz Freleng)
- 3: Clean Pastures (1937, dirigido por Freleng)
- 4: Uncle Tom's Bungalow (1937, dirigido por Tex Avery)
- 5: Jungle Jitters (1938, dirigido por Freleng)
- 6: The Isle of Pingo Pongo (1938, dirigido por Avery)
- 7: All This and Rabbit Stew (1941, dirigido por Avery)
- 8: Coal Black and de Sebben Dwarfs (1943, dirigido por Robert Clampett)
- 9: Tin Pan Alley Cats (1943, dirigido por Clampett)
- 10: Angel Puss (1944, dirigido por Chuck Jones)
- 11: Goldilocks and the Jivin' Bears (1944, dirigido por Freleng)

Friz Freleng dirigió cuatro cortos de esta lista, seguido por Tex Avery con tres, y Bob Clampett con solo dos cortos. Les siguen Rudolf Ising y Chuck Jones, con uno solo. Hittin' the Trail to Hallelujah Land es el único de los Censored Eleven en ser filmado en blanco y negro. Los demás fueron filmados a color. All This and Rabbit Stew es el único cortometraje del Censored Eleven que es protagonizado por Bugs Bunny. Angel Puss es el único dibujo animado dirigido por Chuck Jones y el único de Looney Tunes. El resto son de Merrie Melodies.

## Ediciones
No hay traducción oficial para los títulos de los cortos porque fueron censurados, excepto en Latinoamérica donde Jungle Jitters fue transmitido dos veces en Argentina por Canal 7 (ex ATC) en un programa de dibujos animados en el 2003 y en América TV en un programa temporario de relleno para reemplazar La Casa de América en el 2008, titulado simplemente como Temblores en la jungla. En México Jungle Jitters y All This and Rabbit Stew fueron trasmitidos por XHGC como Aventura en la selva (o Miedo en la jungla) y Presa difícil, ambos con doblaje mexicano.
En varios países algunos de estos cortos se pueden encontrar editados en DVD piratas o de bajo presupuesto (como la marca On Screen Films) que se venden en algunas tiendas y mercadillos, en concreto dos de ellos: Jungle Jitters y All This and Rabbit Stew, titulados como Nerviosos en la jungla y Todo esto y estofado de conejo, según el doblaje. Entre esos DVD se pueden encontrar más cortos de Looney Tunes y Merrie Melodies que aunque no forman parte de los Censored Eleven también están censurados en la actualidad y presentan doblajes diferentes a los mostrados en cine y televisión.